# Resan till Melonia
Resan till Melonia är en svensk-norsk animerad film från 1989 i regi av Per Åhlin och med manus av Per Åhlin och Karl Rasmusson, fritt efter William Shakespeares Stormen. Den är även inspirerad av bland annat Oliver Twist och Jules Vernes bok Maskinön.
Resan till Melonia var Per Åhlins första helt animerade långfilm, då I huvet på en gammal gubbe (1968) och Dunderklumpen (1974) båda var animerade filmer som var uppblandade med vanlig spelfilm. Resan till Melonia blev med sina 22,5 miljoner kronor i budget en av de dyraste svenska filmerna vid sin premiär 1989. Filmen belönades med två Guldbaggar för Per Åhlins kreativa insatser och Björn Isfälts musik.

## Handling
Genom en fruktansvärd storm, till Jordens sista natursköna plats - ön Melonia - styr ett lastfartyg med en del till en stor maskin som ska exploatera öns rikedomar. På fartyget härskar den vresige kapten Julgransfot över sin besättning, rorsman och kockan. Med på fartyget är också Julgransfots uppdragsgivare, de giriga kapitalisterna Slug och Slagg, samt den unge fripassageraren Ferdinand, som rymt från slavarbete på Slugs och Slaggs vapenfabrik på den miljöförstörda ön Plutonia.
På uppdrag av Prospero, trollkarl och härskare över Melonia, sänker albatrossen Ariel lastfartyget för att hindra det från att nå sin destination. Dock räddar han Ferdinand och rorsman, vilka flyter iland på Melonia i en packlår och tas om hand av Prospero, dennes dotter Miranda, deras trädgårdsmästare Caliban och den poetiskt begåvade William. Samma kväll tar sig även Julgransfot, kockan, Slug och Slagg i land.
Medan Julgransfot och kockan njuter av en paradisisk tillvaro tillsammans och Ferdinand och rorsman får god mat och husrum hos Prospero, smider Slug och Slagg sina planer på att ta över ön. På natten får de syn på hur Caliban vattnar växterna med Prosperos kraftfulla växtelixir, som får plantorna att växa enormt på kort tid, och beslutar sig för att lägga beslag på elixiret för egen del.
De lockar Caliban att dricka sig berusad på vin från en ilandfluten tunna för att sedan stänga in honom med elixiret i tunnan och segla iväg mot Plutonia.
Morgonen därpå, när de andra får reda på vad som hänt, seglar de efter för att försöka rädda Melonia undan Slug och Slagg och befria Caliban och de slavarbetande barnen på Plutonia.
Väl framme på Plutonia har emellertid Prosperos och Ariels magiska krafter sinat, så det blir Miranda som får befria barnen genom att förtrolla dem till fåglar och föra dem till ett tillfälligt gömställe i en övergiven teater. Där har William hittat Shakespeares pjäs "Stormen", som han försöker iscensätta med katastrofalt resultat och till stora skrattsalvor från de återförvandlade barnen.
Under tiden har Caliban kastats i fängelse, men lyckats rymma genom att dricka elixiret och växa till en jättes storlek. Slug och Slagg försöker manipulera honom, men han vägrar bli deras tjänare och sänker i stället hela ön med hjälp av fabrikens stora borrmaskin.
Slug och Slagg försvinner i havsdjupet, men de andra klarar sig eftersom den gigantiske Caliban lyfter hela teatern ur vattnet. Under sång och skratt för Caliban sällskapet tillbaka till Melonia. Prospero tvingas dock avsäga sig makten över ön och dess invånare, och Caliban deklarerar att ingen ska härska över Melonia.

## Röster
- Allan Edwall – Prospero
- Robyn Carlsson – Miranda
- Olle Sarri – Ferdinand
- Tomas von Brömssen – Ariel
- Jan-Olof Strandberg – William
- Ingvar Kjellson – Kapten Julgransfot
- Ernst Günther – Caliban
- Eva Rydberg – Kockan
- Jan Blomberg – Slug
- Hans Alfredson – Slagg
- Nils Eklund – Rorsman
- Hanna Johansson - (Övrig dialog som Miranda)[10]

## Tillkomst och produktion

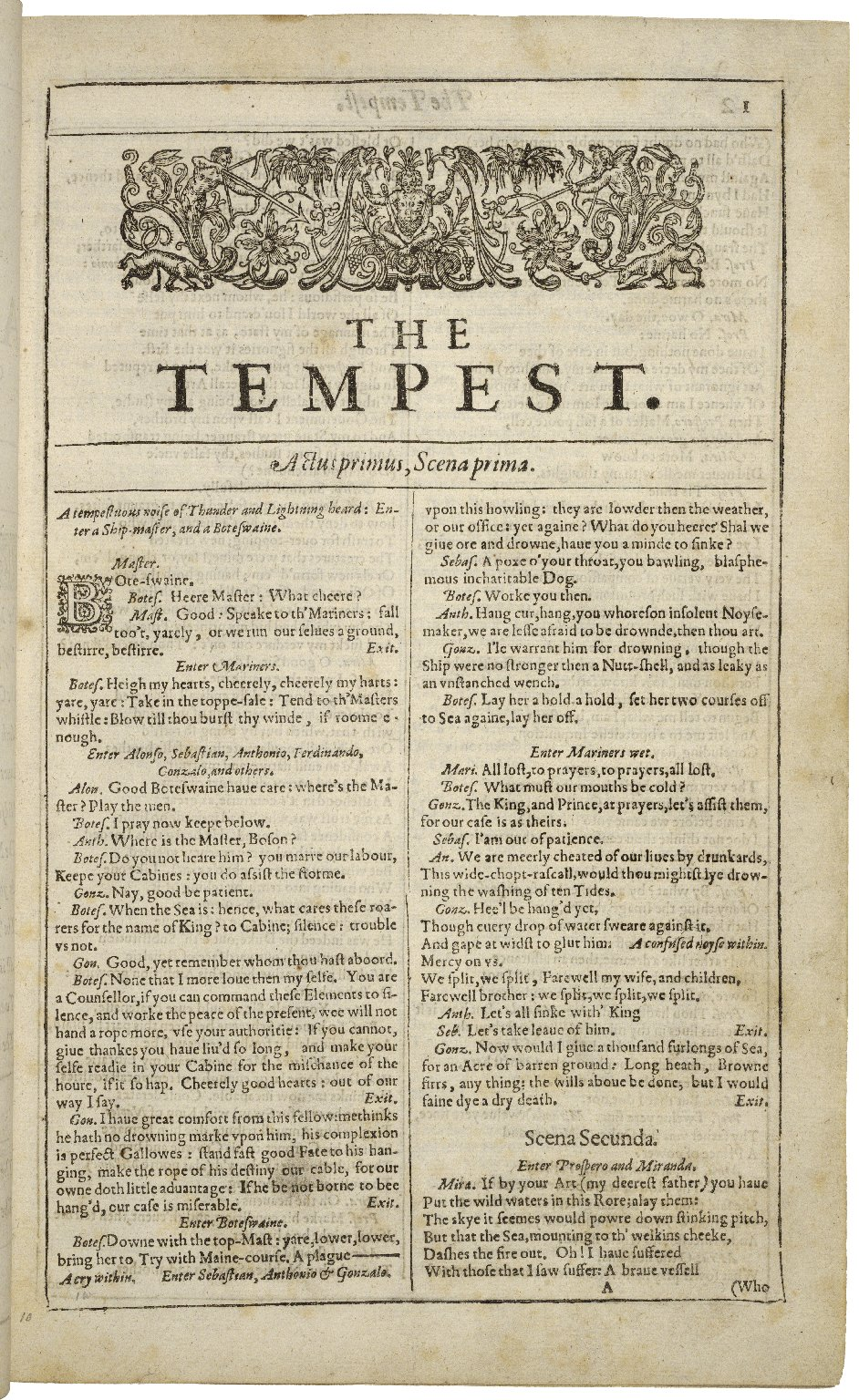
Per Åhlin och Karl Rasmusson byggde manuskriptet till Resan till Melonia på fria fantasier kring William Shakespeares Stormen. I dialogerna fanns även citat från andra verk av Shakespeare, bland annat från En midsommarnattsdröm, Macbeth och Romeo och Julia.

Enligt regissören och manusförfattaren Per Åhlin fanns idéer till filmen redan 1976 medan han gjorde annat. Idén innehöll två öar som var varandras motsatser, ena ön var grön och paradisisk, motsatsen var en industriell ö av rostig plåt. Inspirationen för ön av plåt kom från Jules Vernes roman Maskinön. Några av karaktärerna som finns med i Resan till Melonia fanns med i denna grundidén. Dessa var William som då hette Pastillen, Prospero som då hette Lösnos och Ariel som då hette Landberg (utseende-mässigt såg Lösnos och Landberg rätt annorlunda ut jämfört med Prospero och Ariel, medan William såg mycket ut som Pastillen).
| ”                                             | William i Melonia heter Pastillen i den tidiga berättelsen. Lösnos var en figur som Pastillen jobbade hos. Av någon konstig anledning bodde han i spisen hos Pastillen. Båda var tidigt ute för att återvinna saker, de samlade skrot och sånt på havsstranden. Det handlade om att återvinna naturen, vara rädd om naturen och sånt. Det var den ursprungliga tanken till Melonia... Samtidigt som jag höll på med detta ringde Helena från teve. | „ |
| – Per Åhlin, intervjuad av Elisabeth Lysander | |   |

Per Åhlin blev tillfrågad av Helena Sandblad, som då var chef för barnredaktionen på TV2 och svensk representant för i Eurovisionens samarbetsgrupp för animationsutbyte.
| ”                                             | Därifrån hade hon fått en förfrågan centralt om de hade förslag till en lång animerad film och frågade om jag hade någon idé. Det klack till i mig, jag hade den här idén i huvudet, rudimentär och outvecklad. Så jag sa väl fräckt: javisst har jag det. Sedan började jag jobba med det här... | „ |
| – Per Åhlin, intervjuad av Elisabeth Lysander | |   |

Åhlin hade nyligen vid tillfrågningen gjort omslag för William Shakespeare pjäs Stormen och hade pjäsen relativt färsk i minnet. Han började hitta länkar mellan sin idé och Stormen som han tyckte kändes intressanta. Sedan började han undersöka kopplingarna mellan Stormen och Melonia närmare tillsammans med Karl Rasmusson som arbetade på Pennfilm på den tiden. Med hjälp av pjäsen kom Åhlin och Rasmusson så småningom fram till ett manus som skulle ligga till grund för Resan till Melonia. Andra böcker som låg i grund för inspiration till filmen var Oliver Twist, Resan till landet Längesen och Robinson Crusoe. Böcker som Åhlin läst sedan han var liten.
Förberedelserna för filmarbetet på Pennfilm Studio i Hököpinge kom igång våren 1984. Den officiella produktionen kom igång 1 oktober, ett halvår senare när finansieringen var klar. Det tog ganska exakt fyra år innan tecknandet var klart, den svenska biopremiären var 15 december 1989. I början var det bara 4-5 personer som var inblandade i produktionen, men 1986 utökades teamet på allvar när studion flyttade till större lokaler. Längre fram så var det som mest 30-35 personer som jobbade med filmen. Arbetsrollerna var bland annat animatörer, nyckeltecknare, mellantecknare och färgläggare. Det fanns dock inte många som var erfarna inom dessa roller i Sverige under 1980-talet, den första svenska animationsutbildningen skulle Stig Lasseby starta i Eksjö 1996. Därför blev Pennfilm förutom animationsstudio, ett ställe för att utbilda animatörer. För havsscenerna utnyttjades landvinningar inom datorbaserad 3d-teknik. Animatören Tony Ohlsson renderade de böljande vågorna på datorn, vilka sedan skrevs ut på papper och användes som förlaga eller grund av animatörerna på Pennfilm.

## Musik
Musiken i Resan till Melonia komponerades av Björn Isfält vars musik Per Åhlin kom i kontakt med när de båda arbetade med Ronja Rövardotter. Sveriges Radios Symfoniorkester med dirigenten Gustaf Sjökvist framförde Isfälts kompositioner med Isfält själv som solist - allt tack vare TV2:s Ingrid Edström som lyckats förhandla fram Radioorkesterns medverkan, utan kostnad, enligt ett aldrig utnyttjat avtal med TV2. De till en början tveksamma orkestermedlemmarna, som då var mindre vana vid att framföra populärmusik, rycktes efter hand med och imponerades av Björn Isfälts verk, som senare skulle belönas med en Guldbagge. Övriga musikaliska förmågor i filmen kommer från Klas Widén på gitarr, Malou Meilink på flöjt och krumhorn. samt Musikskolans barnkör på Lidingö under körledning av Göran Swedrup. Dessutom användes Ray Noble and his Orchestras inspelning av Johann Strauss den yngres An der schönen blauen Donau (Blue Danube) från 1932 i filmen.
Avslutningslåten Längtan till Melonia sjöngs av Maritza Horn, med text av Mats Nörklit. Låten innehöll melodier från filmen som hade arrangerats om av Björn Isfält och Claes Wang till en hel låt. Låten framfördes av Isfält, Wang, Jan Schaffer och Bo Eriksson. Låten släpptes på singel tillsammans med ett instrumentalt filmmusikstycke från filmen av skivbolaget Sonet Records 1989. 
Berättelsen ur Resan till Melonia släpptes på LP och kassettband av Sonet 1989. Musiken har berättarröst av Tomas von Brömssen i rollen som Ariel över sig, övrig dialog och musik har hämtats direkt från filmen.
Instrumentalmusik från Resan till Melonia kan höras i sin helhet utan röster ovanpå i spåren Melonia och Plutonia - den svarta ön på LP-skivan från 1989, Vandringen över ön från Längtan till Melonia-singeln från 1989 , Ariel in över Melonia och Hur sött på samlings-CDn Filmmusik: Björn Isfält från 2000.

## Visningar
Resan till Melonia hade svensk biopremiär den 15 december 1989. Biopremiären ägde rum bland annat på biograferna Grand och Victoria i Stockholm, Biopalatset i Göteborg och Metropol i Malmö, och flera andra biografer ute i landet. Filmen utkom 1990 på VHS-kassett av Sandrews Video. 2003 släpptes filmen första gången på DVD av Sandrew Metronome. 2020 släpptes en digitalt restaurerad version av filmen på DVD. I extramaterialen på DVD-utgåvan från 2020 finns bland annat Lajos Varhegyis dokumentär Under resan till Melonia från 1990 som handlar om arbetet med filmen. Utöver diverse utgåvor på VHS och DVD så har Resan till Melonia spelats på ett antal festivaler och biografer i olika städer runtom i Sverige ett flertal gånger sedan filmen hade sin premiär.

## Teman
I Per Åhlins filmatisering får Stormen även en miljömedveten dimension. Melonias utopiska naturparadis med sina oförgargliga invånare står i bjärt kontrast mot Plutonias robotarmé och den dystopiska öns ondskefulla ledare, Slug och Slagg. Centralt i filmens intrig är hotet att Plutonias rovgiriga industrialism ska erövra och utplåna Melonias oförstörda paradis. Litteraturprofessorn Chantal Zabus menar att däri även ligger en kritik mot följderna av ökad robotisering.

## Distribution och mottagande
Under sin första spelperiod på bio gick närmare 72 000 personer och såg Resan till Melonia, vilket innebar att filmen spelade in över tre miljoner kronor. Filmens mottagande var överlag positivt och många kritiker jämförde filmen med amerikanska animerade filmer som hade premiär samma tid, men med en budget med helt andra proportioner (bland annat Disneyfilmen Oliver & Gänget och Don Bluths Landet för längesedan). Resan till Melonia blev den dittills dyraste animerade filmen i svensk filmhistoria, däremot drog filmen inte till sig någon större tillströmning av biopublik. Filmen skulle senare möta en större publik genom fler bio- och tevevisningar, men också genom video och DVD. Intäkterna för filmen utökades efter att det gjorts ett tjugotal försäljningar till utlandet. Däribland gjordes en dubbning av bolaget Miramax i USA, något som var unikt för en nordisk tecknad film.

### Kritik[31]
| ”                                         | Man dras obevekligen in i Åhlins färgsprakande, frodiga och sensuella bildvärld som inte saknar kyliga, dova och hotfulla inslag när historien så kräver. Det är svårt att motstå humorn, charmen, det fräcka och lite uppkäftiga anslaget i denna skröna vilken också har moralitetens förtecken. Visst finns här en del att invända mot, till exempel den något odramatiska strukturen i berättelsens slutskede. Men sådan kritik väger lätt med tanke på helheten. Resan till Melonia är först och främst en välkommen, varm sol på den gråmulna, medelmåttiga och trista svenska filmhimlen. | „ |
| – Annika Gustafsson, Sydsvenska Dagbladet | |   |

| ”                      | Av de tre tecknade långfilmer som bjuds denna jul är faktiskt den svenska Resan till Melonia den bästa. Detta trots att Per Åhlin knappast haft tillgång till det kapital och den erfarenhet som legat bakom de båda amerikanska produkterna. (-) Per Åhlin har kanske inte haft råd att ägna sig åt extravaganser som att leka med ett återkommande nedfallande löv som Don Bluth gör i Landet för längesedan. Men i stället har Åhlin koncentrerat sig på att bjuda på ett överflöd av roliga detaljrika miljöer - Resan till Melonia har faktiskt fler sådana än de amerikanska konkurrenterna. Det beror delvis på att Per Åhlin bryter mot mönstret för den tecknade filmen och sätter historien främst. Den inledande stormen är till exempel magnifik. Men Åhlin låter den inte helt dominera avsnittet, utan klipper mellan stormvågorna och ett lika stormigt gräl på det fartyg som kastas omkring på böljorna. Precis som man brukar göra i icke-animerad film. Denna villighet att lägga ner ett gediget arbete även på det som inte är huvudsak gör att Resan till Melonia trots sina relativt knappa resurser känns rik. | „ |
| – Mårten Blomkvist, DN | |   |

| ”                           | För vem har Per Åhlin gjort denna saga? För dig, för mig, för barn, för tonåringar? Han ville väl tala till oss alla, men då ställer sig formen i vägen. Den tecknade filmen och sagan hör hemma i barnens rike - oftast - men budskapet och den poetiska tonen är aningen för avancerad för barn. Det dröjande tempot får nog också tonåringarna att stöna i salongen. | „ |
| – Monika Tunbäck-Hanson, GP | |   |

| ”                                         | The Voyage to Melonia by Per Åhlin, Sweden's past master of animated films, probably has aimed over everybody's head with this go at The Tempest. Seven years in the making at a locally extrordinary cost $3.5-million, pic looks big but soon sags dangerously, and eventually ruptures. The debris includes a claimed Shakespearean inspiration devoid of poetry and drama; plot additions from Machine Island, a Jules Verne sci-fi novel, and Robinson Crusoe; grotesque characters; high-faultin' literary dialogue, and a witless score. | „ |
| – signaturen Kell (Keith Keller), Variety | |   |

### Utmärkelser och priser
| Utmärkelse/pris                                               | Kategori          | År (utdelning) | Noter |
| ------------------------------------------------------------- | ----------------- | -------------- | --- |
| Guldbaggen (2 stycken)                                        | Kreativa insatser | 1990           | Till Per Åhlin - för Resan till Melonia och för hans unika insatser i svensk tecknad film. Till Björn Isfält - för hans personliga och medskapande filmmusik, senast i Resan till Melonia |
| Grammisgalan                                                  | Årets barnskiva   | 1990           | Blandade artister - Resan till Melonia |
| Deutsche Jugend-Video-Preis                                   |                   | 1990           | |
| Sveriges Förenade Barnfilmstudios (SFBF) filmpris, Kristallen |                   | 1991           | |
| Distributionsbidrag från Eurimages                            |                   | 1991           | Filmen erhöll medel från Europarådets stödfond Eurimages (inrättad 1988) i syfte att underlätta spridningen av filmen till andra europeiska länder.                                       |

## Bearbetningar
I december 2014 hade den första teateruppsättningen av Resan till Melonia premiär på Helsingborgs stadsteater.
Under våren 2015 hade en uppsättning premiär på Moomsteatern, som till stor del består av skådespelare med olika typer av intellektuella funktionsnedsättningar.